# Rolf Valtin
Rolf Valtin (Amburgo, 4 gennaio 1925 – Alexandria, 1º agosto 2018) è stato un calciatore statunitense, di ruolo attaccante.

## Carriera

### Nazionale
Ha partecipato alle Olimpiadi del 1948.